# هنري لورنز
هنري لورنز (بالإنجليزية: Henry Laurens)‏ (1724 – 1792) سياسي أمريكي، وأحد أبرز السياسيين الذين ساهموا في حرب الاستقلال الأمريكية.
ولد لورنز في تشارلستون، كارولينا الجنوبية، في 24 فبراير 1724، وكان أسلافه من الهوجينو. عندما أصبح في السادسة عشرة أصبح كاتبا في مكتب محاسبة في لندن، ودخل لاحقا في حرفة التجارة وحقق نجاحا كبيرا في تشارلستون حتى العام 1771 عندما تقاعد من العمل. وأمضى السنوات الثلاث التالية يسافر في أوروبا ويراقب تعليم أبنائه في إنجلترا. كان مرتبطا بقوة مع بإنجلترا، ودافع عن قانون الطوابع، ولكنه اتحد في عام 1774 مع سبعة وثلاثين أمريكيا آخرين في عريضة إلى البرلمان ضد إقرار عريضة ميناء بوسطن على أمل تفادي الحرب. ثم أصبح مقتنعا بأن حل المسألة عن طريق تسوية سلمية لم يعد واقعيا، وعاد إلى تشارلستون في نهاية العام 1774، وهناك تحالف مع العنصر المحافظ لحزب الويغ.
بعد فترة قصيرة أصبح رئيس مجلس الأمان في كارولينا الجنوبية، وفي عام 1776 كان نائب رئيس الولاية؛ في نفس السنة أرسل كمندوب من كارولينا الجنوبية إلى الكونغرس القاري العام في فيلادلفيا، وكان رئيسا عن هذه الهيئة من نوفمبر 1777 حتى ديسمبر 1778. في أغسطس 1780 بدأ في مهمة للتفاوض نيابة عن الكونغرس على قرض قدره عشرة ملايين دولار في هولندا؛ لكنه أسر في 3 سبتمبر على شطآن نيوفندلاند من قبل الفرقاطة البريطانية فيستال، وأخذ إلى لندن وسجن في برج لندن. وجد أن مذكراته تحتوي على مخطط لمعاهدة بين الولايات المتحدة وهولندا تبناها وليام لي نيابة عن الكونغرس، ويان دي نوفيل نيابة عن مينير فان بيركل من حكومة أمستردام، وهذا الاكتشاف أدى في النهاية إلى الحرب بين بريطانيا العظمى والمحافظات المتحدة. وخلال فترة سجنه تدهورت صحته للغاية. في 31 ديسمبر 1781 أطلق سراحه بقيد مشروط، وتمت مبادلته في النهاية مع كورنواليس. في يونيو 1782 عين كأحد المفوضين الأمريكيين للتفاوض حول السلام مع بريطانيا العظمى، لكنه لم يصل إلى باريس حتى 28 نوفمبر 1782، قبل يومين فقط من توقيعه لتمهيدات السلام مع جون أدامز وبنجامين فرانكلين وجون جاي. ولكن في يوم التوقيع، قام بإدخال بند يمنع البريطانيين من أخذ أي زنوج أو أملاك أخرى تخص السكان الأمريكيين؛ وأدى هذا إلى احتكاك كبير بعد ذلك بين الحكومتين البريطانية والأمريكية. وبسبب تدهور صحته لم يبق لتوقيع المعاهدة الحاسمة، لكنه عاد إلى تشارلستون، حيث مات في 8 ديسمبر 1792 عن 68 عاما.
أهم أوراق وكتيبات هنري لورنز تتضمن «قصة أسر هنري لورنز، حجزه في برج لندن» وصدر أول مرة عام 1780. ونشر عدة مرات من قبل جمعية كارولينا الجنوبية التاريخية.

## روابط خارجية
- هنري لورنز على موقع الموسوعة البريطانية (الإنجليزية)
- هنري لورنز على موقع إن إن دي بي (الإنجليزية)